# Andinobates geminisae
Andinobates geminisae é uma espécie de anfíbio anuro da família Dendrobatidae. Está presente no Panamá. Não foi ainda avaliada pela UICN.